# Scopula abolita
Scopula abolita är en fjärilsart som beskrevs av Claude Herbulot 1955. Scopula abolita ingår i släktet Scopula och familjen mätare. Inga underarter finns listade.